# Culpeper
Culpeper város az USA Virginia államában. Lakosainak száma 20 062 fő (2020. április 1.).

## Népesség
A település népességének változása:

| 2010 | 16 379 |
| 2020 | 20 062 |